# Madureso (Temanggung)
Madureso is een bestuurslaag in het regentschap Temanggung van de provincie Midden-Java, Indonesië. Madureso telt 3661 inwoners (volkstelling 2010).